# 一般社団法人及び一般財団法人に関する法律及び公益社団法人及び公益財団法人の認定等に関する法律の施行に伴う関係法律の整備等に関する法律
一般社団法人及び一般財団法人に関する法律及び公益社団法人及び公益財団法人の認定等に関する法律の施行に伴う関係法律の整備等に関する法律（いっぱんしゃだんほうじんおよびいっぱんざいだんほうじんにかんするほうりつおよびこうえきしゃだんほうじんおよびこうえきざいだんほうじんのにんていとうにかんするほうりつのしこうにともなうかんけいほうりつのせいびとうにかんするほうりつ、平成18年6月2日法律第50号）は、一般社団・財団法人法および公益法人認定法の施行に伴う関係法律の改廃、経過措置に関する日本の法律である。
公益法人制度改革により成立した公益法人制度改革関連3法の1つであり、一般社団法人及び一般財団法人に関する法律（平成18年6月2日法律第48号）、公益社団法人及び公益財団法人の認定等に関する法律（平成18年6月2日法律第49号）と共に成立した。
中間法人法の廃止、社団法人と財団法人（いわゆる民法法人）について規定していた民法の旧34条の改正、特例社団法人と特例財団法人など旧34条により設立された社団法人と財団法人の移行期間中（2008年12月1日から2013年11月30日まで）およびその後（2013年12月1日以降）の扱いなどについて規定している。